# Elena Gómez
Pour les articles homonymes, voir Gómez.
Elena Gómez Servera, née le 14 novembre 1985 à Manacor, est une gymnaste artistique espagnole. Elle est la première gymnaste féminine espagnole à remporter une médaille dans des championnats du monde.

## Palmarès

### Jeux olympiques
- Athènes 2004
  - 8e au concours général individuel
  - 5e au concours par équipes

### Championnats du monde
- Debrecen 2002
  -  médaille d'or au sol
- Anaheim 2003
  -  médaille de bronze au sol

### Championnats d'Europe
- Amsterdam 2004
  -  médaille d'argent au sol

### Jeux méditerranéens
- Tunis 2001
  -  médaille d'or au concours par équipes
  -  médaille d'or au sol
  -  médaille de bronze au concours général individuel